# Daniel-Victor Manglard

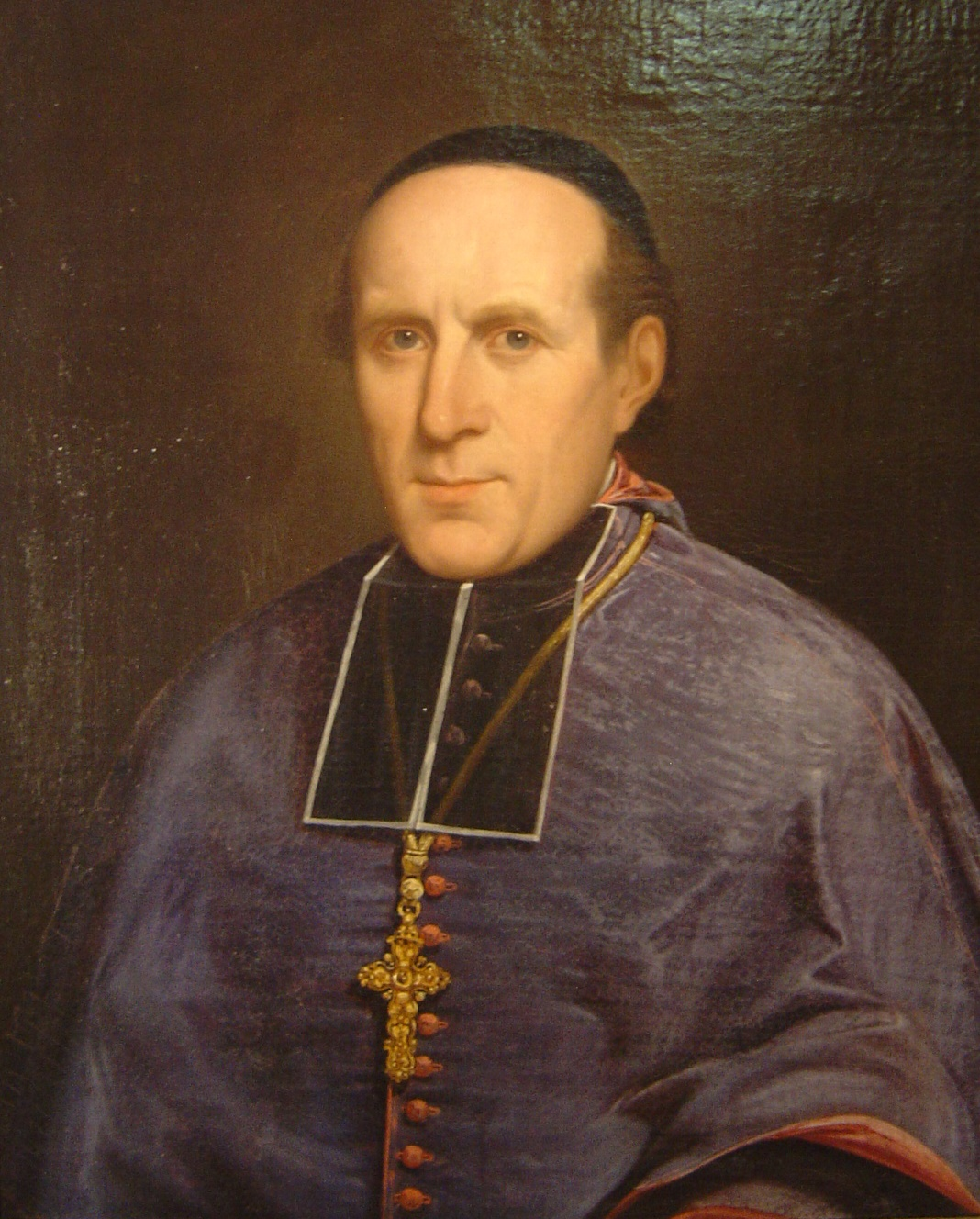
Bischof Daniel-Victor Manglard

Daniel-Victor Manglard (* 11. Februar 1792 in Paris; † 17. Februar 1849 in Saint-Dié) war ein französischer römisch-katholischer Geistlicher und Bischof von Saint-Dié.

## Leben
Nach dem Besuch der kirchlichen Schule von Saint-Merry und des Priesterseminars von Saint-Sulpice in Issy-les-Moulineaux wurde er zunächst zum Kurat von Saint-Thomas d’Aquin, dann zum ersten Kaplan des Gymnasiums Louis-Le-Grand und später zum Kaplan der Militärschule Saint-Cyr ernannt. Schließlich war er Pfarrer von Saint-Leu und ab 1836 Pfarrer von Saint-Eustache.
Manglard zögerte zunächst, ein Bistum weit von Paris entfernt anzunehmen, stimmte aber schließlich seiner Nominierung als Bischof von Saint-Dié zu, die am 21. April 1844 durch den König von Frankreich erfolgte. Die Bischofsweihe spendete ihm am 25. Juli desselben Jahres in der Kirche St. Eustache in Paris der Erzbischof von Paris, Denis-Auguste Affre; Mitkonsekratoren waren der Erzbischof von Rouen, Louis Blanquart de Bailleul, sowie Jean-Nicaise Gros, Bischof von Versailles und Manglards Amtsvorgänger als Bischof von Saint-Dié. Manglard selbst zog im August 1844 in Saint-Dié ein. Er konnte lediglich die Fertigstellung des Priesterseminars von Richardville und seiner Kapelle erleben, bevor er einer schmerzhaften Krankheit erlag.

## Ehrungen
- 1835: Ritter der Ehrenlegion[3]